# مانوئل برونت
مانوئل برونت (اسپانیایی: Manuel Brunet‎؛ زادهٔ ۱۶ نوامبر ۱۹۸۵) بازیکن هاکی روی چمن اهل آرژانتین است که در مسابقات کشوری و بین‌المللی در مجموع برندهٔ ۳ مدال طلا، ۱ مدال برنز شده‌است. مانوئل از سال ۲۰۱۲ در کلوپ هاکی رویال دارینگ در بلژیک بازی می‌کند.